# Vessalico
Vessalico est une commune de la province d'Imperia dans la région Ligurie en Italie.

## Géographie

### Communes limitrophes
Borghetto d'Arroscia, Casanova Lerrone, Cesio, Pieve di Teco.

## Administration
| Période                                  | Période | Identité | Étiquette | Qualité |
| ---------------------------------------- | ------- | -------- | --------- | ------- |
| Les données manquantes sont à compléter. |         |          |           |         |
|                                          |         |          |           |         |